# 陳信宇事件
陳信宇事件，是指2021年連載於社群網站上的網路漫畫《來去遊戲工作室工作個半年吧！》引發迴響後，衍生出多名繪師指控可洛洛文化創意負責人陳信宇的相關事件。陳信宇被指控之爭議包括剽竊企畫案、職場行為不當，以及性侵未成年女性。陳信宇就職場爭議部分聲明道歉，其餘指控則由台南市政府警察局主動調查。

## 背景

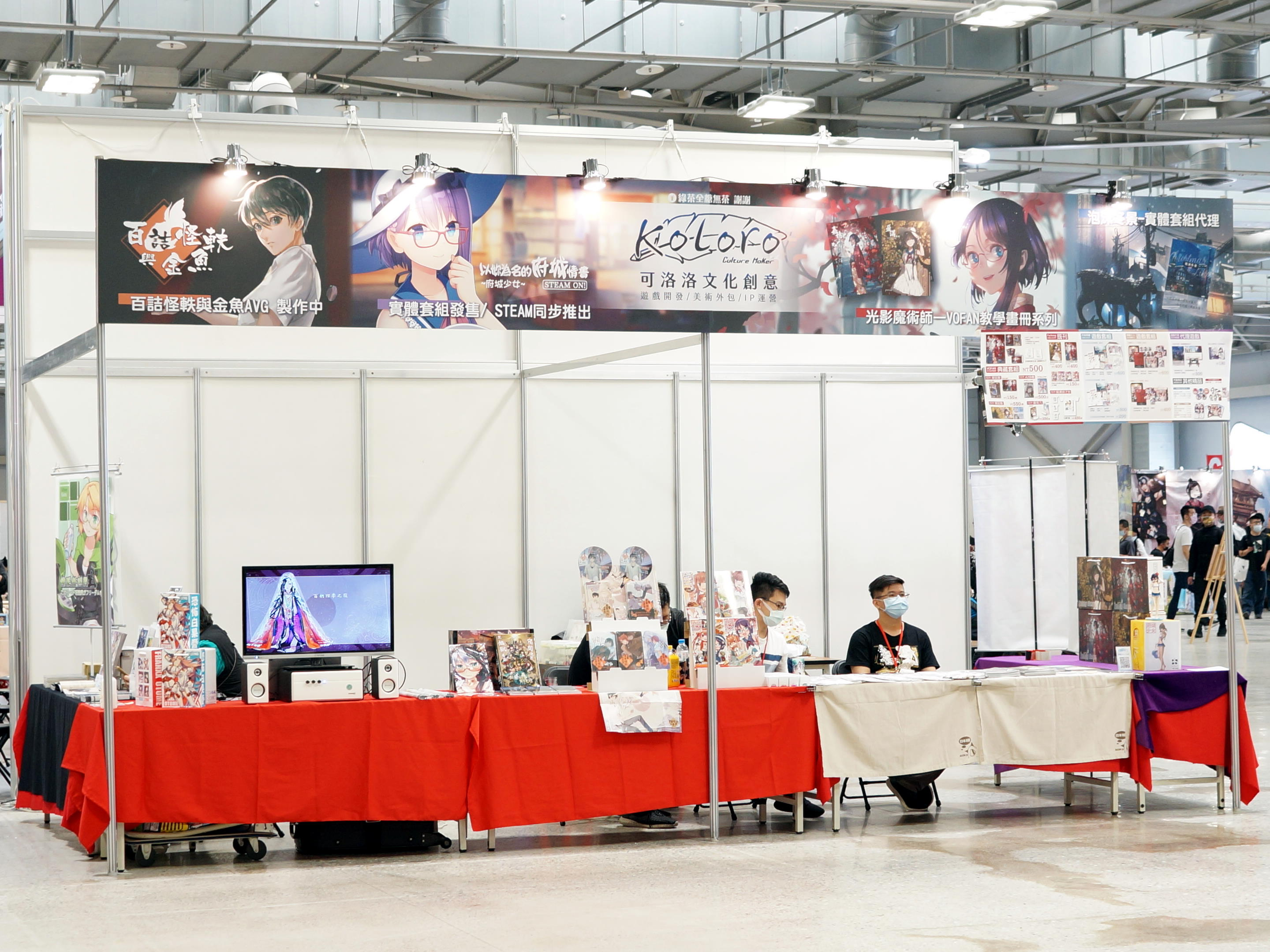
第34屆亞洲動漫創作展，可洛洛文化創意攤位

陳信宇，暱稱「墨宇」、「墨魚」，台南市新營區人，曾為台南市府城社區文創發展協會理事長，2018年台灣縣市首長選舉時曾任民主進步黨台南市市長候選人黃偉哲競選總部青年策略部主任，後為可洛洛文化創意負責人。
可洛洛文化創意前身為同人社團「捷特文化行銷工作室」，總部設於台南市新營區，以發行同人二創周邊以及受理美術代工起家。2019年5月21日，捷特文化行銷工作室轉型為可洛洛文化創意，開始開發與代理電子遊戲。可洛洛文化創意發行之電子遊戲包括《閻蘿大人！不要鬧》、《府城少女》等。

## 事件經過

### 緣起
2021年3月26日，女性圖文作家「不精明」李幸恩將過往的個人工作經歷繪製成網路漫畫《來去遊戲工作室工作個半年吧！》，於Instagram、Facebook粉絲專頁等社群平台開始連載。2021年7月20日，不精明進行《來去遊戲工作室工作個半年吧！》總整理，並同步發布於Facebook粉專相簿及Plurk等社群平台。不精明利用該作品中的角色與環境，影射過往半年期間於任職之遊戲工作室中所發生的職場糾紛和問題。

### 迴響
不精明發布相簿與貼文後不久，即引發大量轉貼與回應。讀者依《來去遊戲工作室工作個半年吧！》內容及不精明的經歷，推論該作品敘述的遊戲工作室是可洛洛文化創意。過往曾受陳信宇傷害的創作者們陸續於各自的社群平台上發文，公開更多與陳信宇互動或遭其抹黑的過往，出面呼籲遏止其惡行。
2021年7月22日，希萌創意創辦人兼董事長「Simon」楊家宇發文指控，《府城少女》是陳信宇盜用其活動計畫。7月30日，女性繪師貓不肉在Facebook粉專的貼文中指控，陳信宇與未成年人發生性行為。

### 回應指控
事件爆發後，陳信宇僅透過可洛洛文化創意粉專發表針對《來去遊戲工作室工作個半年吧！》所敘述之事的道歉聲明，且對於員工離職原因避重就輕，並無證實其他後續爆料內容的真偽和看法。
2021年7月26日，台南市政府發出聲明稿表示，2018年市長選舉結束後，黃偉哲與陳信宇再無合作關係，陳信宇亦無擔任黃偉哲市府任何職務。2021年8月2日，台南市政府發出聲明稿表示，就《來去遊戲工作室工作個半年吧！》衍伸出的相關事件，台南市政府警察局已經主動介入調查，台南市政府呼籲當事人循法律途徑解決，臺南市政府法制處與臺南市政府勞工局將義務協助當事人依法訴究。

## 所涉事件

### 剽竊爭議
據楊家宇所述，楊家宇進入業界初期曾希望透過友人向台南市政府觀光旅遊局提出觀光推廣計畫合作提案，陳信宇表示有門路可引薦，但楊家宇交付詳盡的計畫書後便無下文；2016年，類似形式的觀光推廣計畫卻成為陳信宇團隊的成名作《府城少女》。

### 職場糾紛
於《來去遊戲工作室工作個半年吧！》中，不精明暗指陳信宇以可洛洛文化創意老闆身分，包庇能力不足且態度不佳的女友下屬，還以職位要脅員工與其女友合租並照顧生活起居。此外，陳信宇也有利用可洛洛文化創意監視器聽到員工私人對話、未經同意翻動員工座位及查看員工電腦內個人通訊紀錄等情事。
不精明懷疑陳信宇曾經使用Plurk匿名訊息攻擊不喜歡的前合作對象，引起多名繪師共鳴，包括：男性繪師「Barabababa」鄭代晨稱，其被陳信宇以偽造的聊天紀錄截圖抹黑為「會玩弄女性發生性關係的渣男」；男性繪師「仙界大濕」張熊稱，其遭陳信宇抹黑「性侵未成年少女未遂」；女性繪師宮保鱷魚則稱，其高中時，在退出陳信宇創辦的社團後，旋即遭抹黑及性汙衊，甚至以演員長相與她相似的成人片截圖偽造成她援交的證據。

### 性侵指控
2021年7月30日，女性繪師貓不肉在Facebook粉專的貼文中控訴，陳信宇在她未成年時與她交往、發生性行為，並偷拍大量不雅照；之後她因被陳信宇投食過量避孕藥，遭婦產科醫師告知可能喪失生育能力。貓不肉也指出，陳信宇在與她交往期間，曾多次毫不避諱到其他女性住處過夜，並聯手不肖攝影師邀約年輕女性拍攝大尺度（即露出度高）cosplay不雅照販售牟利。
2021年8月2日，台南市政府副發言人林依婷在Facebook相關討論貼文下回覆，對於陳信宇涉嫌性侵事件，臺南市政府警察局已經進行偵辦，臺南市政府法制處、臺南市政府勞工局與臺南市政府社會局將會給予受害者相關建議與協助。同日，威向文化在Facebook發文表示，可洛洛文化創意是威向文化出品的冒險遊戲《百詰怪軼與金魚》的製作公司，威向與可洛洛僅為委託關係，「目前已經終止合作……也不會再有任何的合作」。
2021年8月19日，貓不肉在Facebook粉專貼文表示，陳信宇涉嫌性侵案已經移交臺灣士林地方檢察署繼續偵辦，士林地檢署與臺北市政府警察局將本案定調為重大刑事案件。

## 後續

### 工作室回應
在漫畫上傳和一堆繪師指控後，陳信宇所屬工作室『可洛洛遊戲工作組』發表了道歉聲明，宣稱已向公司負責人做出相對應的懲處及處置；然而網友抓包可洛洛負責人就是陳信宇本人，當事人也發聲明表示拒絕接受道歉。
因為此事件，《府城少女》相關作品與粉絲專頁進入無限期暫停更新。
2023年3月30日，臺南市政府核准可洛洛文化創意停業。
2024年9月，陳信宇入監服刑。
2024年10月17日，伊果國際貿易（伊果國外精品代購）創辦人兼男性YouTuber「蹦闆」呂育銓發布影片，自述被陳信宇用虛假遊戲開發案投資契約騙走新臺幣一百萬元。

## 外部連結
- 《來去遊戲工作室工作個半年吧！》連載漫畫（Facebook相簿）
- 《來去遊戲工作室工作個半年吧！》連載漫畫（Plurk貼文） （页面存档备份，存于）
- 《來去遊戲工作室工作個半年吧！》連載漫畫（鏡文學） （页面存档备份，存于）
- 可洛洛文化創意的Facebook專頁